# 24 Hores de Resistència en Ciclomotors de la Vall del Tenes
Les 24 Hores de Resistència en Ciclomotors de la Vall del Tenes (oficialment, 24 Hores Internacionals de Resistència en Ciclomotors de la Vall del Tenes), conegudes també com a 24 Hores de la Vall del Tenes o 24 Hores de Lliçà d'Amunt, són una cursa de Resistència Tot Terreny, l'única d'aquesta disciplina destinada a ciclomotors que se celebra a la península Ibèrica. La prova es disputa anualment d'ençà de 1979 a Lliçà d'Amunt, Vallès Oriental, i l'entitat que l'organitza actualment és el Grup 24 Hores, presidit per Francesc Padró.
L'esdeveniment té lloc a començaments de setembre. El seu emplaçament tradicional era al Circuit del Pinar de la Riera -un traçat «estret, amb molta pols i molt exigent», en paraules dels entesos- i que aplegava tradicionalment centenars de participants (a l'edició de 2009, per exemple, n'hi corregueren dos-cents), amb un públic que ultrapassava sovint els 30.000 espectadors. Tot això feia que les 24 Hores de Lliçà fossin considerades un clàssic de l'esport del motor i la prova de resistència en ciclomotors per excel·lència. Des del 2021, l'esdeveniment té lloc al nou circuit de Can Montcau.

## Història
La cursa nasqué quan la "Colla Pa amb Tomàquet", davant el dilema que se'ls plantejà de si un motor de 49 cc era capaç de resistir 24 hores seguides de cursa, decidí organitzar-ne una per a comprovar-ho. A la primera edició s'hi presentaren 18 equips i l'èxit assolit els feu tirar endavant any rere any. El creixement de la prova ha estat tan gran que el 2006 es va assolir la xifra de 49 equips i 147 pilots. L'organització ha experimentat una profunda renovació i actualment la cursa va a càrrec del Grup 24 Hores.
Al llarg dels anys, a Lliçà hi han corregut nombrosos pilots amateurs que, en molts casos, han acabat triomfant internacionalment més endavant. Aquest és el cas de campions de velocitat com ara Sito Pons, Carles Cardús i Àlex Crivillé, o estrelles del motocròs i l'enduro com ara Javier García Vico, Jordi Arcarons, Josep Alonso, Oriol Mena i Xavier Galindo. Darrerament, el pilot expert en el Ral·li Dakar Marc Guasch hi ha participat reiteradament, arribant a guanyar en la seva categoria.
També els fabricants de ciclomotors s'hi han involucrat i proporcionen sovint material als equips participants. Derbi fou l'empresa amb més presència a la prova durant la dècada de 1980, en part perquè el seu tècnic Paco Tombas (expert en motors amb gran prestigi internacional) era veí de Lliçà d'Amunt. Derbi feia servir la cursa com a banc de proves per als seus productes, i Tombas hi experimentà força innovacions. Així, per exemple, incorporà als seus motors bieles d'aliatge flexibles, aconseguint amb això esmorteir l'explosió del motor i augmentar-ne la potència i la resistència.
Altres marques com ara Rieju, Beta, Gas Gas, Mobylette o Vespa també han participat en la prova. La inversió aportada per totes aquestes empreses va provocar un creixement important de la cursa, tant pel que fa a la seva popularitat com a la qualitat de màquines i pilots.

## Característiques
Tot i que la majoria de participants són amateurs i es financen la cursa amb els seus propis mitjans, n'hi ha alguns que compten amb suport d'algun patrocinador (per exemple, el fabricant Yasuni cedeix tubs d'escapament a determinats equips, altres proveïdors aporten roba, etc.).
Actualment, l'organització disposa d'un pressupost aproximat de 70.000 euros i compta amb el patrocini de diferents empreses, a banda del de L'Ajuntament de Lliçà d'Amunt que els dona suport des dels inicis de la cursa. Darrerament hi col·labora àmpliament el Circuit de Catalunya i també s'hi ha implicat una mica la Federació Catalana de Motociclisme.
Durant el cap de setmana de la cursa, s'organitzen també diferents activitats que compten amb la participació de tot el poble: exhibició de motos infantils al mateix circuit, campionats de futbolí, exhibició de trial, una festa Flaix a partir de la mitjanit i vistes aèries des d'un globus aerostàtic.

### Reglament
Un equip participant a les 24 Hores de Lliçà d'Amunt està integrat per tres pilots, dos mecànics i un o dos cronometradors. Normalment, l'estratègia dels equips és que el seu pilot més ràpid surt el primer i, per tant, és qui realitza la tanda d'entrenaments. La sessió cronometrada consisteix en una volta llançada i individual: la motocicleta surt en parat i amb el pilot a terra.
Quan el rellotge comença a posar-se en marxa el pilot ha de pujar a la moto i donar gas. L'estil de la graella de la sortida és tipus 24 Hores de Le Mans, en què els pilots se situen a un costat de la pista i han de córrer cap a les motos, situades a l'altre costat, al moment de la sortida.
Els relleus s'efectuen generalment cada hora. Els equips poden arribar a gastar fins a 3.000 euros aproximadament i consumeixen prop de 250 litres de benzina.

### Categories
La prova està estructurada en tres grups: el Grup 2, on s'integren els ciclomotors refrigerats per aire i sense canvi de marxes, el Grup 3, refrigerats per aigua i sense canvi de marxes, i el Grup 4, amb canvi de marxes.
Actualment hi ha el dubte de si la prova podrà sobreviure amb els motors limitats a 49 cc, com fins ara, ja que l'ús d'aquesta mena de motor per part dels fabricants està en total decadència.

## Palmarès
A 1 de gener de 2025
| Edició  | Any  | Grup 3 / Proto                                               | Grup 2 / Sèrie                                  | Vall del Tenes                                               | Scooters / Canvi / Promocup 2T             |
| ------- | ---- | ------------------------------------------------------------ | ----------------------------------------------- | ------------------------------------------------------------ | ------------------------------------------ |
| I       | 1979 | Martínez Coromines Garcia                                    | Dalmau Pérez Griera                             | -                                                            | -                                          |
| II      | 1980 | Pérez Morales Parellada                                      | Roma Sanantonio Boronat                         | -                                                            | -                                          |
| III     | 1981 | Batlles Casanovas Griera                                     | Escuert Suñer Andreu                            | -                                                            | -                                          |
| IV      | 1982 | Batlles Sanantonio Griera                                    | Lloberas Vendrell Aracil                        | -                                                            | -                                          |
| V       | 1983 | Casanovas Quintanilles Mates                                 | Sallent Codina Oms                              | -                                                            | -                                          |
| VI      | 1984 | Casanovas Codina Sallent                                     | Porcel Serra Ramirez                            | -                                                            | -                                          |
| VII     | 1985 | Casassayas Serra Sallent                                     | Mas Montana Mas                                 | -                                                            | -                                          |
| VIII    | 1986 | Monpart Bassoli Puig                                         | Coll Rivera Mart                                | -                                                            | -                                          |
| IX      | 1987 | Pahisa Alonso Mas                                            | Larriba Vilarnau Marti                          | -                                                            | -                                          |
| X       | 1988 | Codony Batlles Mas                                           | Colom Lozano Burio                              | -                                                            | -                                          |
| XI      | 1989 | Batlles Montaner Vilarnau                                    | Colom Romanos Lozano                            | -                                                            | -                                          |
| XII     | 1990 | Mill Lara                                                    | Porcel Navio Torrente                           | -                                                            | -                                          |
| XIII    | 1991 | Mill Loza Noya                                               | Porcel Torrente Navio                           | -                                                            | -                                          |
| XIV     | 1993 | Montpart Bassoli Ruiz                                        | Ferrer Vives Macias                             | -                                                            | -                                          |
| XV      | 1994 | Roig Casado Fernandez                                        | Orpi Pujolart Majó                              | Vilalta Iglesies Nadal                                       | -                                          |
| XVI     | 1995 | Monpart Requena Garcia                                       | Estape Orpi Ferrer                              | Casanova Padro Castella                                      | -                                          |
| XVII    | 1996 | Pertagas Rubio                                               | Torrente Benjumea Navio                         | Marti Llort Calatayud                                        | -                                          |
| XVIII   | 1997 | Requena Zafra De Andres                                      | Estape Abarte Busquets                          | Llort Marti Calatayud                                        | -                                          |
| XIX     | 1998 | Trueba Galindo                                               | Estape Busquets Roig                            | Garbi Garriga Vinyalonga                                     | -                                          |
| XX      | 1999 | Ribas Argemí Diaz                                            | Diaz Llobera Elias                              | Llobet Esteban Marti                                         | Servitge Company Caro                      |
| XXI     | 2000 | Marti Esteban                                                | Diaz Llobera Puigdomench                        | Arabia Corredera Gallardo                                    | Viudez Pinatell Casals                     |
| XXII    | 2001 | Mora Valls Lara                                              | Ventura Corredor                                | Rodes Nadal Corcoles                                         | Viudez Pinatell Casals                     |
| XXIII   | 2002 | Galindo Mejias Trueba                                        | Sánchez Gomez Aguilera                          | Gallardo Batlles Padro                                       | Viudez Pinatell Viudez                     |
| XXIV    | 2003 | Esteban Marc Guasch Gonzalez                                 | Auroux Bellavista Ardevol                       | Renteria Bonet                                               | Velasco Garcia Llansana                    |
| XXV     | 2004 | Arabia Batlles Tomas                                         | Argemí Viñas Coll                               | Rodes Vilalta Duran                                          | Sans López Leal                            |
| XXVI    | 2005 | Marc Guasch Gonzalez Garcia                                  | Claveguera Pallares Garcia                      | Batlles Tondo                                                | Benito Garcia                              |
| XXVII   | 2006 | Valls Soler Gonzalez                                         | Morillas Roman                                  | Batlles Tondo Garbi                                          | Fonoll Olivella Vives                      |
| XXVIII  | 2007 | Garbi Batlles                                                | Codina Sànchez Aguilera                         | Garbi Batlles                                                | Brutau Mussull Amatriain                   |
| XXIX    | 2008 | Mora Muñoz Valls Ivars                                       | Morillas Rodríguez Román Morillas               | Batlles Garbi Soley                                          | Mussull Amatriain Aguilar Riera            |
| XXX     | 2009 | Pérez Luengo Batlles                                         | Sánchez Codina Aguilera                         | Pérez Luengo Batlles                                         | Mussull Amatriain Aguilar Ardid            |
| XXXI    | 2010 | Jaume Betriu Rodes Gonzalez Bertran                          | Riera Monge Quintana Santos                     | Pérez Luengo Batlles                                         | Somsem Lansink Borgelink Sonderen          |
| XXXII   | 2011 | Rubén Luengo Alberto Rodríguez Sergio Corredera Josep Ibànez | Riera Quintana Basas Ros                        | Rubén Luengo Alberto Rodríguez Sergio Corredera Josep Ibànez | Franco Jorba Vives Florensa                |
| XXXIII  | 2012 | Anti Bertran Oscar González Jordi Rodés Marc Solà            | Alan Monràs Jordi Vila Josep Joan Carles Ribera | Ruben Luengo Josep Ibañez Alberto Rodríguez Jordi Dalmau     | Pere Jofre Biel Pons Juan Munar Toni Miles |
| XXXIV   | 2013 | Batlles Esteban Oriol Mena Bach                              | Santos Solis Garcia Cortés                      | Duran Batlles Parera De La Sal                               | Garcia Miralles Roig Doñate                |
| XXXV    | 2014 | Oriol Mena Batlles Dalmau                                    | Marin Garcia Cortés Carretero                   | Oriol Mena Batlles Dalmau                                    | Javi Vico Roig Donate Monsonis             |
| XXXVI   | 2015 | Oriol Mena Ramon Quer Jordi Quer Borja Sierra                | Equip IPLAC jugamer Granja l'Atmella            | Team Duran                                                   | Team JC/CR Salma Competició                |
| XXXVII  | 2016 | Oriol Mena Cortés Romero Francisco                           | Puigdelliure Bigas Jordà Garcia                 | Garriga Gual Tobella Vidal                                   | M. Vives J. Vives Tomàs Falguera           |
| XXXVIII | 2017 | Luengo Javi Vico López Ibáñez                                | Romero Marín Cortés Cabello                     | Duran Redondo Bonet De la Salud                              | Martínez Serra Brasao Brotau               |
| XXXIX   | 2018 | Oriol Mena Cortés Solà Beltrán                               | Martínez Serra Brasó Avellan                    | Vilalta Barnils Bonet Rodés                                  | -                                          |
| XL      | 2019 | Luengo Cortés Tosha Schareina Beltrán                        | Martínez García Serra Avellan                   | Duran Parera Martínez De La Salud                            | Sastre López Rauet                         |
|         | 2020 | No disputades (COVID-19)                                     | No disputades (COVID-19)                        | No disputades (COVID-19)                                     | No disputades (COVID-19)                   |
| XLI     | 2021 | Arjonilla Francesc Mataró Oriol Mena Sánchez                 | Cortés Amat Sala Romero                         | Martínez Martí García Batlles                                | -                                          |
| XLII    | 2022 | Luengo Pape Abgrall Aguilar                                  | Ibáñez Ruiz Fernández                           | Martínez Cunill Ibáñez Batlles                               | Baca Gisbert Larriba                       |
| XLIII   | 2023 | Cortés Aguilar Tomàs Fontova                                 | Rojas Brasó Segú Conesa                         | Peretó Serrano Batlles                                       | Gálvez Vilamitjana Font Asensio            |
| XLIV    | 2024 | Oriol Mena Ceballos Domínguez Jaume Betriu                   | Mollevi Armendariz Avila Rodri                  | Martínez Serrano Cunill Batlle                               | Asensio López Catafal Font                 |